# 生沢クノ
生沢 クノ（いくさわ くの、1864年（元治元年）12月30日 - 1945年6月18日）は日本で2番目の女性医師。日本で初めての女性医師である荻野吟子に次いで、1887年に23歳で医師免許を取得してから68歳まで長く地域医療に尽くした。

## 生涯

### 医師になるまで
蘭学医である生沢良安の三女として1864年（元治元年）に武蔵国榛沢郡深谷宿（現在の埼玉県深谷市）に生まれた。13歳の時に女性の病気を治療する医師になることを志して、勉強のために上京した。しかし、当時の日本では女性の医師は政府に認められておらず、医学校に入るのも困難だった。目標を女子師範学校への入学に変更し、松本萬年の私塾である止敬塾にて漢文を学んだ。
1882年(明治15年)に東京府病院に見習いとして入る。東京神田にあった東亜医学校が開校され入学した。当時の講師は後に有名になる樫村清徳や森鷗外、片山芳林などがいた。しかし、これらの講師たちが相次いで海外へ留学したため同校はほどなく廃校になった。
1883年には東京府と埼玉県にあいついで医学試験請願書を出すが、いずれも却下された。1884年には済生学舎に入学。同じ時期に、東京慈恵病院医学校の付属病院で高木兼寛から臨床医学の指導を受けた。同年、医学免許規則が改正され女性が受けられるようになるが、その年は過労で倒れており受験できなかった。1885年に前期試験、1886年に後期試験に合格し、1887年に内務省医籍に登録された。

### 医師になってから
埼玉県榛沢郡寄居町で開業していた父・良安を手伝う。1888年（明治21年）7月には独立、埼玉県入間市川越町に医院を開いた。1899年（明治32年）には、父の面倒をみるために同居をはじめ、埼玉県大里郡本畠村に医院を開いたものの1905年（明治38年）に閉鎖、深谷町で医院を開く。1908年に父が他界。1921年（大正10年）には家主から明け渡しを要求され医院を閉鎖、栃木県足利市の岩根病院に雇用される。1931年（昭和6年）岩根病院の副院長を辞職し、医師としては引退した。

## 関連資料
発行年順。
- 『日本女医会雑誌』第112号、東京 : 日本女医会雑誌発行所、1943年1月。国立国会図書館デジタルコレクション。全国書誌番号:00018675。
  - 「二代目女醫生澤女史健在」p12頁  (コマ番号0013.jp2) 。
  - 「二代目女醫生澤くの女史と女醫公許請願書」口絵 (コマ番号0007.jp2)。
  - 多川澄「生澤くの刀自を訪ふ」 13-14頁 (コマ番号0013.jp2)。

- 井戸川真則 『医士生沢クノの生涯 : 女医第二号』 寄居町 : 井戸川真則、1990年。全国書誌番号:94022560。
- 新井壽郎 (監修)「四、 文明開化の足跡 近代化への環境」『目で見る熊谷・深谷・大里の100年』新井慎一、井上善治郎、長島二三子 (編)、郷土出版社、1998年、41-42頁。全国書誌番号:99029360。
  - 「荻野吟子と生沢クノ」
  - 「クノが敬愛した父・良安」
  - 「晩年のクノ」
- 長島二三子 (編)『松本萬年の女弟子たち : 松本荻江・荻野吟子・生沢クノ』第6版、熊谷 : 長島二三子、1999年。全国書誌番号:21890178。
- 西條敏美「ふるさとを訪ねて 健康問題に取り組んだ女性たち(第6回)生沢クノ」『心とからだの健康 : 子どもの生きる力を育む』第11巻第9号 (通号 115)、学校保健教育研究会 (編)、東京 : 健学社、2007年9月、82-84頁。
- 石山 洋「西條敏美『理系の扉を開いた日本の女性たち-ゆかりの地を訪ねて』新泉社, 2009年6月, 235, iiip, A5判, 2000円+税, ISBN 978-4-7877-0906-6」『科学史研究』第II期、ISSN 0022-7692、日本科学史学会、2010年6月、第49巻第254号、116-117頁。NAID 110007658062。
- 小林 龍彦「杉本敏夫『解読・関孝和--天才の思考過程』」『科学史研究』[第2期]、ISSN 0022-7692、日本科学史学会、2010年6月、第49巻第254号、117-119頁。NAID 110007658063。
- 泉孝英 (編)「生沢クノ伝」『日本近現代医学人名事典 : 1868-2011』医学書院、2012年。314頁。全国書誌番号:22193634。
- 間仁田勝「その一八 生沢クノ(榛澤郡深谷宿・現深谷市)日本女医第二号」『埼玉の人物伝三十人 : 近現代に名を残した偉人たち』、間仁田勝。全国書誌番号:23238709。
- 三崎 裕子「103）東京市における明治女医の臨床研修病院(誌上発表,一般演題抄録,第41回日本歯科医史学会・第114回日本医史学会合同総会および学術大会)」『日本歯科医史学会会誌』日本歯科医史学会、2013年、第30巻第2号、218頁。NAID 110009615504。
- 奥田豊「荻野吟子と生沢クノ」『青淵』広報推進G (編)第817号、2017年4月、東京 : 渋沢栄一記念財団、28-31頁。ISSN 0912-3210、国立国会図書館オンライン。